# اچامپاتی
اچامپاتی (به انگلیسی: Achampatti) در هند است که در تامیل نادو واقع شده‌است.

## خصوصیات
اچامپاتی ۱٬۵۴۵ نفر جمعیت دارد.